# Vương quốc România
Vương quốc România (tiếng Romania: Regatul României) là một nhà nước quân chủ lập hiến ở Đông Nam Âu, tồn tại từ năm 1881 khi hoàng tử Carol I của Hohenzollern-Sigmaringen lên ngôi vua, cho đến năm 1947, khi vua Michael I thoái vị và quốc hội România tuyên bố România là một nước cộng hòa xã hội chủ nghĩa.
Từ năm 1859 đến năm 1877, Romania phát triển từ một liên minh cá nhân của hai nước chư hầu (Moldavia và Wallachia) dưới một hoàng tử duy nhất cho một công quốc tự trị với chế độ quân chủ Hohenzollern. Nước này giành được độc lập từ Đế chế Ottoman trong Chiến tranh Nga-Thổ 1877-1878 (được biết đến là Chiến tranh giành Độc lập România).
România nhận lại Bắc Dobruja để đổi lấy phần phía nam của Bessarabia. Lãnh thổ của vương quốc trong thời trị vì của vua Carol I, giữa 14 tháng 3 năm 1881 và 27 tháng 9 năm 1914 đôi khi được gọi là Vương quốc România, để phân biệt nó với ″Đại România″, bao gồm các tỉnh trở thành một phần của nhà nước sau Thế chiến thứ nhất (Bessarabia, Bukovina và Transylvania). Ngoại trừ các nửa phía nam của Bukovina và Transylvania, các lãnh thổ này được nhượng lại cho các nước láng giềng vào năm 1940, dưới áp lực của Đức Quốc xã và Liên Xô. Trong Chiến tranh thế giới thứ hai, Bắc Bukovina và Bessarabia, Bắc Transilvania và phía nam Dobruja bị chiếm bởi Liên Xô, Hungary và Bulgaria theo thứ tự kể trên. Vua Carol II độc đoán đã thoái vị vào năm 1940 và những năm sau đó, România bước vào cuộc chiến tham gia lực lượng của Phe Trục. Sau sự chiếm đóng của Liên Xô, România lấy lại được Bessarabia và phía bắc Bukovina từ nước Nga Xô Viết, dưới sự lãnh đạo của tướng Ion Antonescu. Đức tặng thưởng lãnh thổ Transnistria cho România. Trong suốt cuộc Chiến tranh thế giới thứ hai, chính quyền Antonescu, liên minh với phát xít Đức, đã đóng một vai trò trong Holocaust, với các chính sách đàn áp và tàn sát người Do Thái, và ở mức độ thấp hơn là người România. Vào tháng 8 năm 1944, chính quyền Antonescu bị lật đổ, và România gia nhập phe Đồng Minh chống lại phát xít Đức. Ảnh hưởng của Liên Xô và các chính sách tiếp theo của các chính phủ liên minh của Cộng sản đã dẫn đến việc bãi bỏ chế độ quân chủ, România trở thành một nước Cộng hòa Nhân dân vào năm 1947.